# بازاریابی الکترونیک
بازاریابی الکترونیک عبارتست از به‌کارگیری کانال‌های الکترونیکی ارتباط با مشتریان به منظور نشر پیام‌های بازاریابی .
در همین ارتباط، بازاریابی اینترنتی اصطلاحی است که عموماً بدین معنی است: دستیابی به اهداف شرکت از طریق برآوردن و فراتر رفتن از نیازهای مشتریان به نحوی بهتر از رقبا با استفاده از فناوری‌های دیجیتالی اینترنت . بازاریابی اینترنتی عبارتست از فرایند ایجاد و حفظ روابط مفید متقابل با مشتریان از طریق فعالیت‌های اینترنتی به منظور تسهیل تبادل ایده‌ها کالاها و خدمات به نحوی که اهداف هر دو طرف را محقق سازد. این تعریف شامل بخش‌های زیر است: فرایند، ایجاد و حفظ روابط مفید متقابل با مشتریان، استفاده از اینترنت در انجام فعالیت‌های بازاریابی، مبادله، تحقق اهداف طرفین.
همچنین بازاریابی آنلاین به شرکت‌های عضو شبکه‌های لجستیک بازاریابی که حاوی جریانی از اطلاعات کالاها خدمات، تجارب و پرداخت‌ها و اعتبارات می‌باشند اشاره دارد.

## تاریخچه
در سال 1989 اولین مبادلات تجاری از طریق شبکه‌های کامپیوتری صورت گرفت. پنج سال بعد تعداد کامپیوترهایی که به اینترنت پیوستند به‌طور فزاینده‌ای افزایش یافت و این فرصت را برای شرکت‌ها و مشتریان فراهم آورد تا در محیط دیجیتالی تجارت به دنبال کسب ارزش بیشتر باشند. اینترنت اولین محیط دیجیتالی تجارت نبود بلکه در سال 1981 دولت فرانسه پروژه تله تل را اجرا کرد که هدف اصلی آن بهبود خدمات مخابراتی بود که بعدها با توسعه فناوری کاربران اجازه یافتند کالا و خدمات مورد نیاز خودرا به صورت آنلاین خریداری کنند. پس از اینکه وب توسط تیم برنرزلی معرفی گردید و مرورگرهایی توسط مایکروسافت و نت اسکیپ تولید شدند امکان جستجوی سریع‌تر و آسان‌تر در اینترنت برای کاربران فراهم شد و شرکت‌های زیادی به ثبت قلمرو و طراحی و راه اندازی وب‌گاه اقدام نمودند
مهندس محمود بشاش و مهندس توماج فریدونی جز فعالترین افرادی هستند که در ایران مبحث بازاریابی الکترونیکی را به صورت علمی مورد تحقیق و بررسی و استفاده در پروژه قرار دادند. توماج فریدونی در کتاب دویست و هشت صفحه‌ایِ پورتال، اعتبار نهان منتشر شده در سال 1385 توسط انتشارات ناقوس ضمن اشاره به بازاریابی الکترونیکی نحوه استفاده عملی از آن را در یک پروژه وب پورتال به جز و دقت شرح داده است.
محمود بشاش در کتاب منتشر شده خود در وب سایت آمازون که به زبان انگلیسی نوشته شده‌ است به‌طور کامل به پایه‌های اصلی ساخت یک پلتفرم برای بازاریابی الکترونیکی پرداخته است. کتاب او جزو اولین کتاب‌های علمی منتشر شده در آمازون توسط متخصصین ایرانی در زمینه بازاریابی الکترونیک می‌باشد.

## اهداف
1. فقط حضور در اینترنت
2. استفاده از خدمات شرکت‌های ارائه دهنده خدمات تجاری آنلاین
3. فروش از طریق سایر سایتها
4. راه‌اندازی سایتهای مخصوص به خود
5. پاسخ به سوالات رایج مشتریان
6. حفظ جایگاه در بازار یا موقعیت رهبری در یک بازار خاص
7. تأکید بر فعالیت در سطح فراملی
8. صرفه‌جویی در زمان و آموزش به مشتریان
9. جذب مشتریان بیشتر به سمت کسب و کار خود

## مزایا
- راحتی: مشتریان کنند.
- مشکلات کمتر: مشتریان دیگر مجبور نیستند با فروشندگان سروکله بزنند یا در صف خرید محصول مورد نیاز انتظار بکشند.
- هزینه کمتر: استفاده بهینه از بودجه اختصاص داده شده نسبت به سایر روش‌های تبلیغ
- امکان کنترل: کنترل و مانیتورینگ مداوم نتایج و بهینه سازی‌های مستمر

## چالشها
- ترغیب مشتریان بیشتر
- ویژگی‌های روانشناختی و جمعیت شناختی مختلف کاربران
- بی نظمی و ازدحام
- امنیت
- ملاحظات اخلاقی[۶]

## انواع بازاریابی آنلاین
- وبسایت مارکتینگ بایگانی‌شده  در ۲۶ ژوئن ۲۰۲۰ توسط Wayback Machine
- محتوا مارکتینگ
- ویدیو مارکتینگ
- مارکتینگ شبکه های اجنماعی
- ایمیل مارکتینگ
- اس ام اس مارکتینگ

## برنامه‌ریزی بازاریابی الکترونیک
نقطه شروع برای کسب موفقیت دربازاریابی الکترونیک مانند راهبرد بازاریابی یا کسب و کار خلق یک فرایند راهبردی است که به خوبی تعریف شده باشد تا اهداف بازاریابی را از طریق ارتباطات بازاریابی پیوندداده و روش‌هایی را برای کسب اهداف مورد نظر طراحی کند.
چستون . و چیفی 
و همکاران پیشنهاد می‌کنند که تدوین راهبرد بازاریابی الکترونیک باید شامل عناصر و عوامل مشابهی با راهبرد بازاریابی سنتی باشد.برای این منظور می‌توان از مدل SOSTAC که توسط پل اسمیت ارائه شده‌است استفاده کرد.این مدل شامل مراحل زیر است:
1. تجزیه و تحلیل موقعیت:در حال حاضر کجا هستیم؟
  - تجزیه و تحلیل موقعیت
  - تجزیه و تحلیل تقاضا
  - تحقیقات کیفی مشتریان
  - تجزیه و تحلیل رقبا
  - جمع‌آوری اطلاعات مربوط به رقبا (CI)
  - تجزیه و تحلیل واسطه ها
  - ممیزی داخلی بازاریابی
  - اثربخشی کسب و کار
  - اثربخشی بازاریابی
2. تعیین اهداف: می‌خواهیم کجا باشیم؟
3. تدوین راهبرد: چگونه می‌خواهیم به وضعیت مطلوب برسیم؟
4. تاکتیک‌ها: با چه وسیله‌ای به وضعیت مطلوب می‌رسیم؟
5. اجرا: چه برنامه‌ای داریم؟
6. کنترل: آیا به اهدافمان دست یافته‌ایم؟

فرایند جامع بازاریابی الکترونیکی
با مطالعه و بررسی فرایندهای جودی استراس و فرایند سه مرحله‌ای بازاریابی کلاسیک، فرایند جامع بازاریابی الکترونیکی توسط دکتر علی کمندی و خانم نازیلا نیاکان در کتاب بازاریابی الکترونیکی به شرح ذیل ارائه شده‌ است:
- تدوین استراتژی‌های سازمان،
- تدوین استراتژی‌های بازاریابی،
- تحلیل محیطی بازاریابی الکترونیکی،
- تدوین استراتژی‌های بازاریابی الکترونیکی،
- تدوین برنامه بازاریابی،
- تعیین آمیخته بازار،
- اجرای آمیخته بازار
- پایش و اصلاح مداوم برنامه بازاریابی الکترونیکی